# Hallerndorf
Hallerndorf est une commune de Bavière (Allemagne), située dans l'arrondissement de Forchheim, dans le district de Haute-Franconie.

## Géographie
La commune est située entre Erlangen et Bamberg.

### Quartiers
| - Haid - Hallerndorf - Kreuzberg - Pautzfeld - Schlammersdorf | - Schnaid - Stiebarlimbach - Trailsdorf - Willersdorf |

## Jumelage
- Drena (Italie) depuis 1989